# Mark Dacascos
Mark Alan Dacascos (sinh ngày 26 tháng 2 năm 1964) là một diễn viên và võ sĩ người Mỹ. Anh đã giành được nhiều chức vô địch karate và kung fu ở độ tuổi từ 7 đến 18. Anh được biết đến với các vai Mani trong Brotherhood of the Wolf, Toby Wong trong Drive, Ling trong Cradle 2 the Grave, vai chính trong Crying Freeman và Zero trong John Wick: Chapter 3 - Parabellum.

## Thời niên thiếu
Dacascos sinh ra và lớn lên tại Oahu, Hawaii. Cha của anh là ông Al Dacascos, là một huấn luyện viên võ thuật người gốc Philippines và có tổ tiên là người Trung Quốc, Philippines và Tây Ban Nha. Mẹ của anh là bà Moriko McVey-Murray, là người Ireland gốc Nhật Bản.

## Đời tư
Dacascos kết hôn với nữ diễn viên Julie Condra, người đóng cùng anh trong phim Crying Freeman. Họ có ba người con: hai bé trai và một bé gái. Mark có năm anh chị em: hai anh trai và ba chị gái.

## Phim đã tham gia

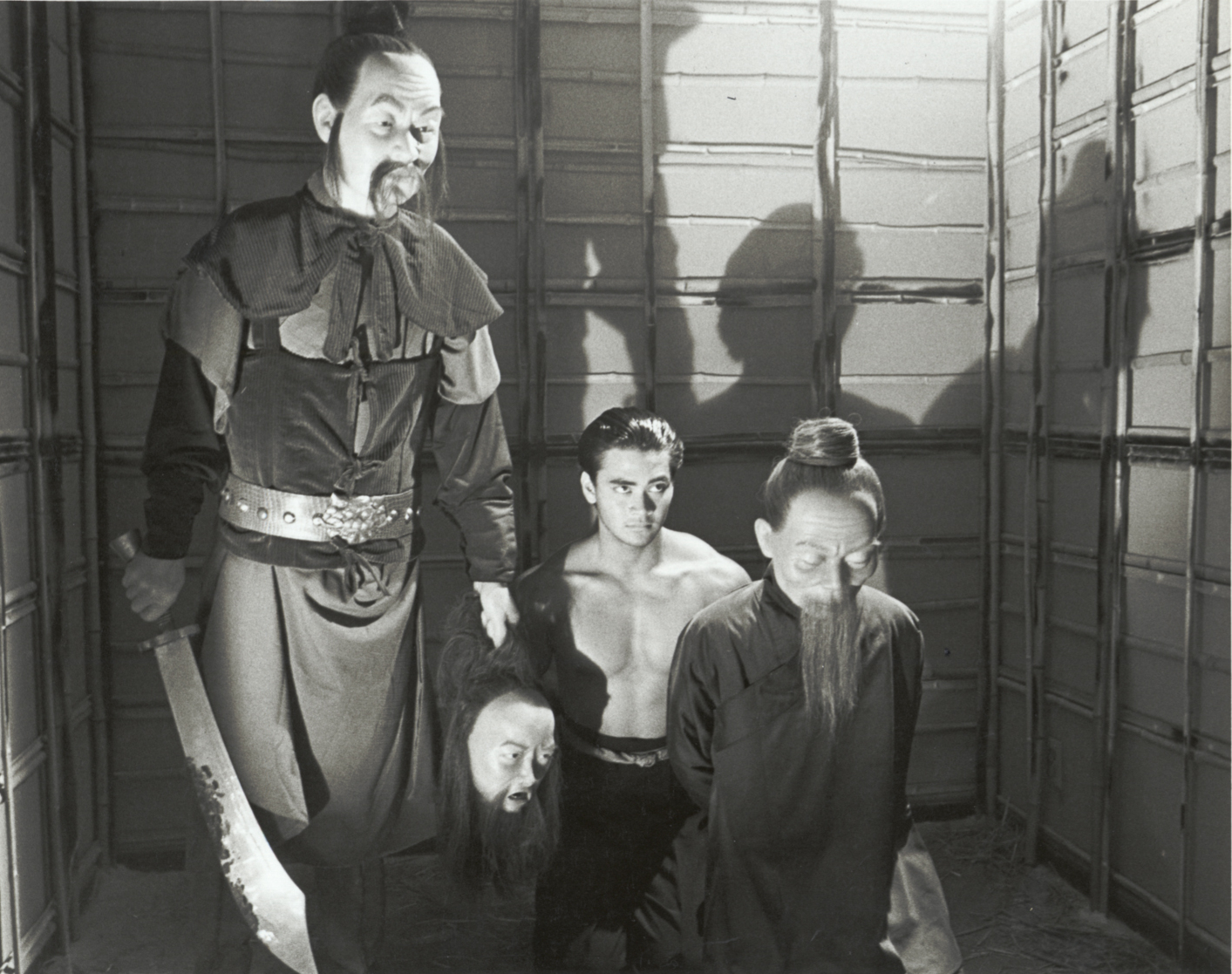
Dacascos (giữa) trong một phân cảnh đã bị xóa khỏi phim Dim Sum

## Giải thưởng
| Năm  | Phim                    | Giải thưởng                                      | Kết quả |
| ---- | ----------------------- | ------------------------------------------------ | ------- |
| 2002 | Brotherhood of the Wolf | Giải Sao Thổ cho nam diễn viên phụ xuất sắc nhất | Đề cử   |